# Брыщи
Брыщи (укр. Брищі) — село в Млиновской поселковой общине Дубенского района Ровненской области Украины.
До 2020 года входило в Млиновский район.
Население по переписи 2001 года составляло 338 человек. Почтовый индекс — 35108. Телефонный код — 3659. Код КОАТУУ — 5623884902.